# 佩恰特尼基区
佩恰特尼基区（俄語：район Печатники）是莫斯科东南行政区的一区，面积20.07平方公里，人口89,544人。它与柳布利诺区、马里诺区、莫斯科河-萨布罗沃区、纳加季诺湾区、下诺夫哥罗德区、捷克斯季尔希基区和南波尔托维区接壤。